# 伏見信子
伏見 信子（ふしみ のぶこ、1915年（大正4年）10月10日 - 生死不明）は、日本の女優、歌手。本名は伏見 延子。別名は伏見 延江（ふしみ のぶえ）。

## 経歴
東京市浅草区小島町出身。同志社女学校（現・同志社女子中学校・高等学校）高等女学部卒業。
父伏見三郎が新派の俳優で、早くから姉の直江と共に舞台の子役などで新派の舞台に出演。
1926年（大正15年）、姉と帝国キネマに入社。
1927年（昭和2年）、姉の伏見直子=伏見直江と阪東妻三郎プロへ移籍し、同年11月、日活大将軍現代劇部に入社。
時代劇部へと移り、「大地に立つ」、「小市民」に主演。
1928年（昭和3年）、同志社女学校高等女学部に入学。4年通学の傍ら「春または丘へ」の主役を務める。
1931年（昭和6年）、「御誂次郎吉格子」で大河内伝次郎と共演。同年日活を退社。

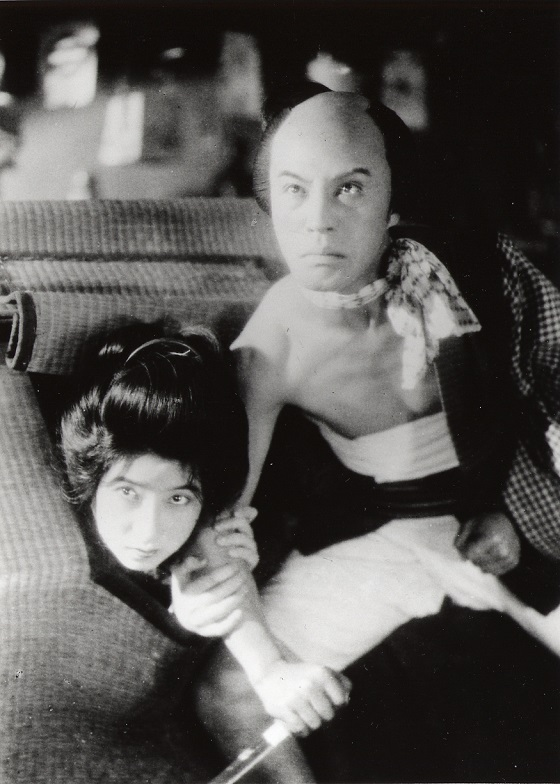
「御誂次郎吉格子」大河内傳次郎（右）

この頃、六大学のスター選手・明治大学の田部武雄と交際していた。
1933年（昭和8年）、松竹蒲田に入社。五所平之助監督「十九の春」主演をキッカケに人気女優に。
小津安二郎監督の「出来ごころ」に大日方伝と共演し、人気を不動のものとする。
1934年（昭和9年）、東京宝塚劇場専属に。

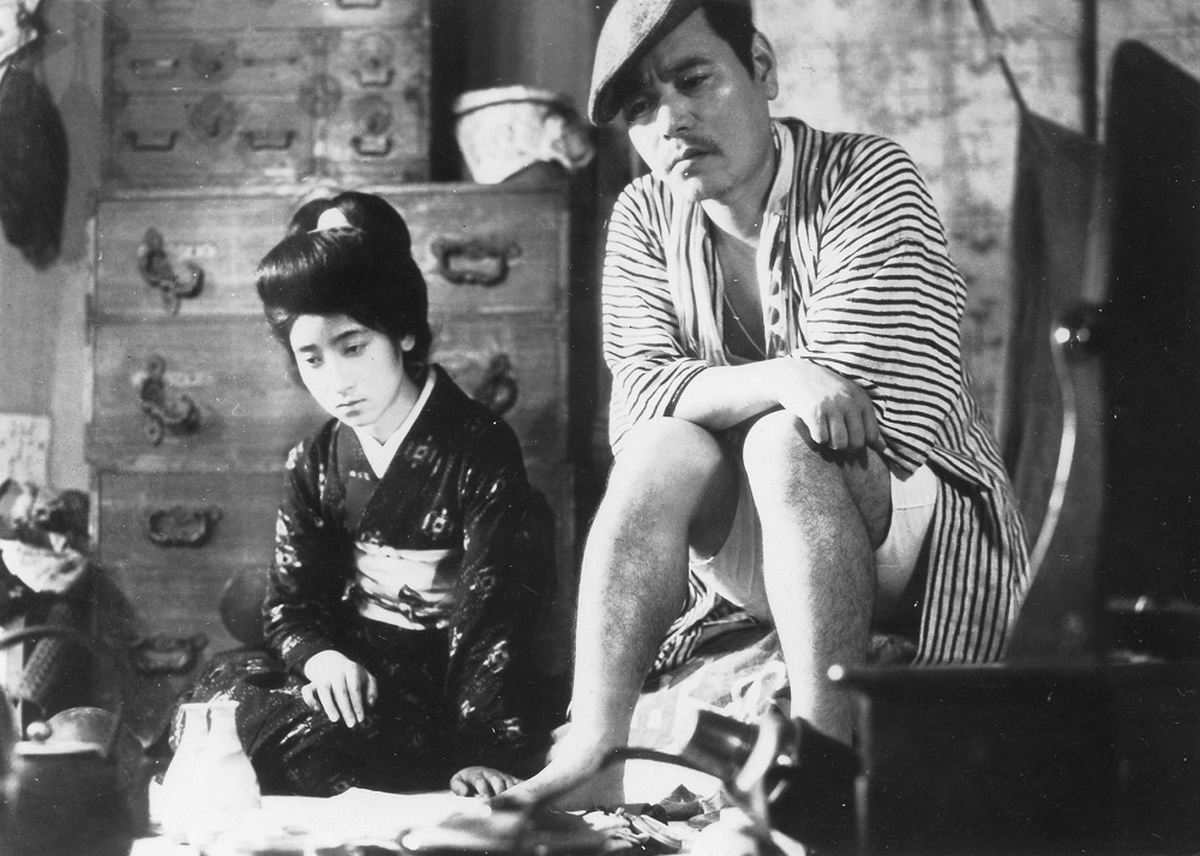
「出来ごころ」坂本武（右）

1935年（昭和10年）、新興キネマに姉と共に移籍。大泉で「稽古扇」、「暁の麗人」に主演。
1936年（昭和11年）、「初恋日記」の主題歌「花言葉の唄」では、歌手松平晃と共演し一世を風靡。共演者の松平と結婚し、一時は伏見姉妹の旅芝居に加わっていたが、二人は1年余りで離婚。
1937年（昭和12年）、松竹下加茂に入社。坂東好太郎、高田浩吉らと共演。
1940年（昭和15年）退社。1941年（昭和16年）から舞台に立ち、その後は楽団を結成して、1947年（昭和22年）まで活躍し引退。後に再婚し、飲食店などを経営した。
1971年（昭和46年）、東京12チャンネルの音楽番組「なつかしの歌声」に出演。元夫である松平晃とのデュエット曲「花言葉の唄」や「初恋日記」などを披露した（「花言葉の唄」は松平のコロムビア・武蔵野音楽学校の後輩に当たる岡本敦郎とのデュエット）。姉の伏見直江とは、1982年に彼女が亡くなるまで大変仲の良い姉妹であった。